# Silence (album Blindside)
Silence (ang. Cisza) – trzeci album w dorobku szwedzkiej grupy muzycznej Blindside.

## Lista utworów
1. "Caught A Glimpse"   – 3:25
2. "Pitiful"   – 3:14
3. "Sleepwalking"   – 4:03
4. "Cute Boring Love"   – 3:36
5. "The Endings"   – 3:44
6. "You Can Hide It"   – 3:11
7. "Thought Like Flames"   – 3:54
8. "Time Will Change Your Heart"   – 2:58
9. "Painting"   – 3:36
10. "Midnight"   – 4:12
11. "Coming Back To Life"   – 2:49
12. "She Shut Your Eyes"   – 2:59
13. "Silence"   – 5:37